# Eugenia karwinskyana
Eugenia karwinskyana är en myrtenväxtart som beskrevs av Otto Karl Berg. Eugenia karwinskyana ingår i släktet Eugenia och familjen myrtenväxter. Inga underarter finns listade i Catalogue of Life.